# Phosphate de tributyle
Le tributylphosphate, correctement en français phosphate de tributyle, couramment appelé TBP, est un composé organophosphoré de formule semi-développée (CH3CH2CH2CH2O)3PO. Ce liquide incolore et inodore est utilisé en tant que solvant dans l'extraction liquide-liquide. Il est également utilisé comme plastifiant. C'est un ester résultant de la réaction entre l'acide phosphorique et le butan-1-ol.

## Production
Le tributylphosphate est synthétisé par estérification de l'acide phosphorique par du butan-1-ol. Pour sa synthèse en laboratoire, on utilise du trichlorure de phosphoryle :
POCl3  +  3 C4H9OH  →  PO(OC4H9)3  +  3 HCl.
On estime que la production mondiale de TBP est comprise entre 3 000 et 5 000 tonnes par an.

## Utilisations
Le TBP est un solvant et un plastifiant pour les esters de la cellulose, tels que la nitrocellulose et l'acétate de cellulose. Il forme des complexes hydrophobes stables avec certains métaux ; ces complexes sont solubles dans les solvants organiques et dans le CO2 supercritique. Les principales utilisations du TBP sont en tant que composant de fluides hydrauliques pour l'industrie aéronautique et en tant que solvant d'extraction et de purification de l'acide phosphorique pour obtenir un acide phosphorique de qualité alimentaire ou pour la fabrication du tripolyphosphate de sodium, du nitrate d'uranyle dans le procédé de traitement des concentrés de minerais d'uranium, des terres rares et de leurs minerais.

## Risques
Lorsqu'il entre en contact avec de l'acide nitrique concentré, le mélange TBP-kérosène forme une substance dangereuse et explosive appelée red oil.